# Misano di Gera d'Adda
Misano di Gera d'Adda é uma comuna italiana da região da Lombardia, província de Bérgamo, com cerca de 2.590 habitantes. Estende-se por uma área de 6 km², tendo uma densidade populacional de 432 hab/km².
Faz fronteira com Calvenzano, Capralba (CR), Caravaggio, Vailate (CR).

## História
Provavelmente já existia um povoado no Século I a.C., na região do Lago Gerundo, mas o primeiro documento escrito mencionando esta aldeia è de 962, quando, com a aprovação da comunidade de Caravaggio, o conde Gisalberto II tomou posse de toda a Ilha Fulcheria, o território assim chamado.
No século XIII, por decreto do imperador Frederico II, tomou posse a família Secco.
No lugar onde ergue-se a igreja de são Roque, havia uma torre provavelmente da Alta Idade Média, que foi transformada em torre de defensa pelos Guelfos e mais tarde destruída pelos Gibelinos de Crema em 1246.
Em 19 de agosto de 1835 caiu no território um meteoro.
Os ascendentes do prof. Mário Maestri vieram no Brasil de Misano.

## Demografia
| Variação demográfica do município entre 1861 e 2011                               |
|                                                                                   |
| Fonte: Istituto Nazionale di Statistica (ISTAT) - Elaboração gráfica da Wikipedia |